# Poropuntius brevispinus
Poropuntius brevispinus är en fiskart som först beskrevs av Nguyen och Doan, 1969.  Poropuntius brevispinus ingår i släktet Poropuntius och familjen karpfiskar. IUCN kategoriserar arten globalt som otillräckligt studerad. Inga underarter finns listade i Catalogue of Life.